# Môi trường tự nhiên

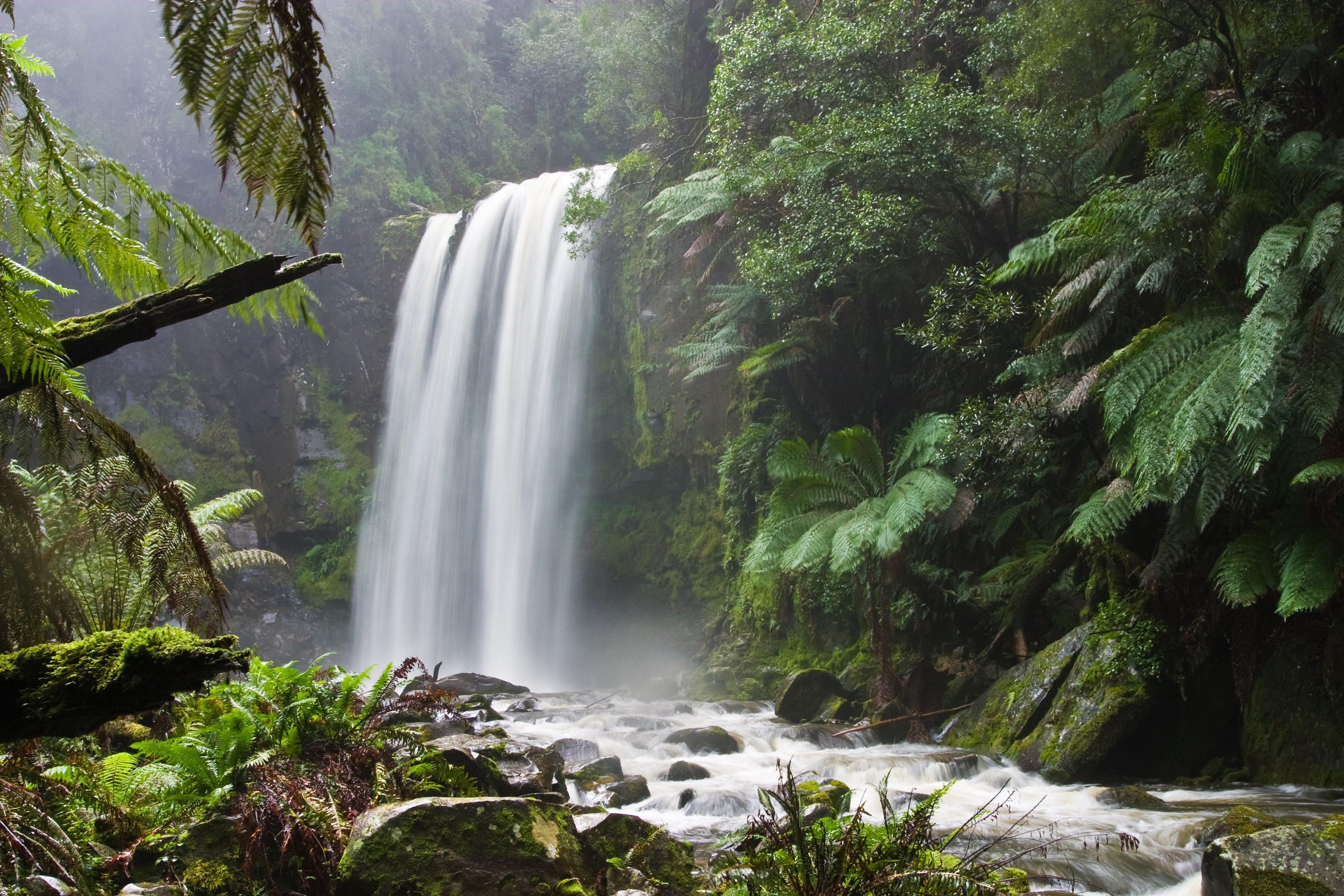
Quản lý đất đai đã bảo tồn các đặc điểm tự nhiên của thác Hopetoun, Úc trong khi cho phép du khách tiếp cận rộng rãi.

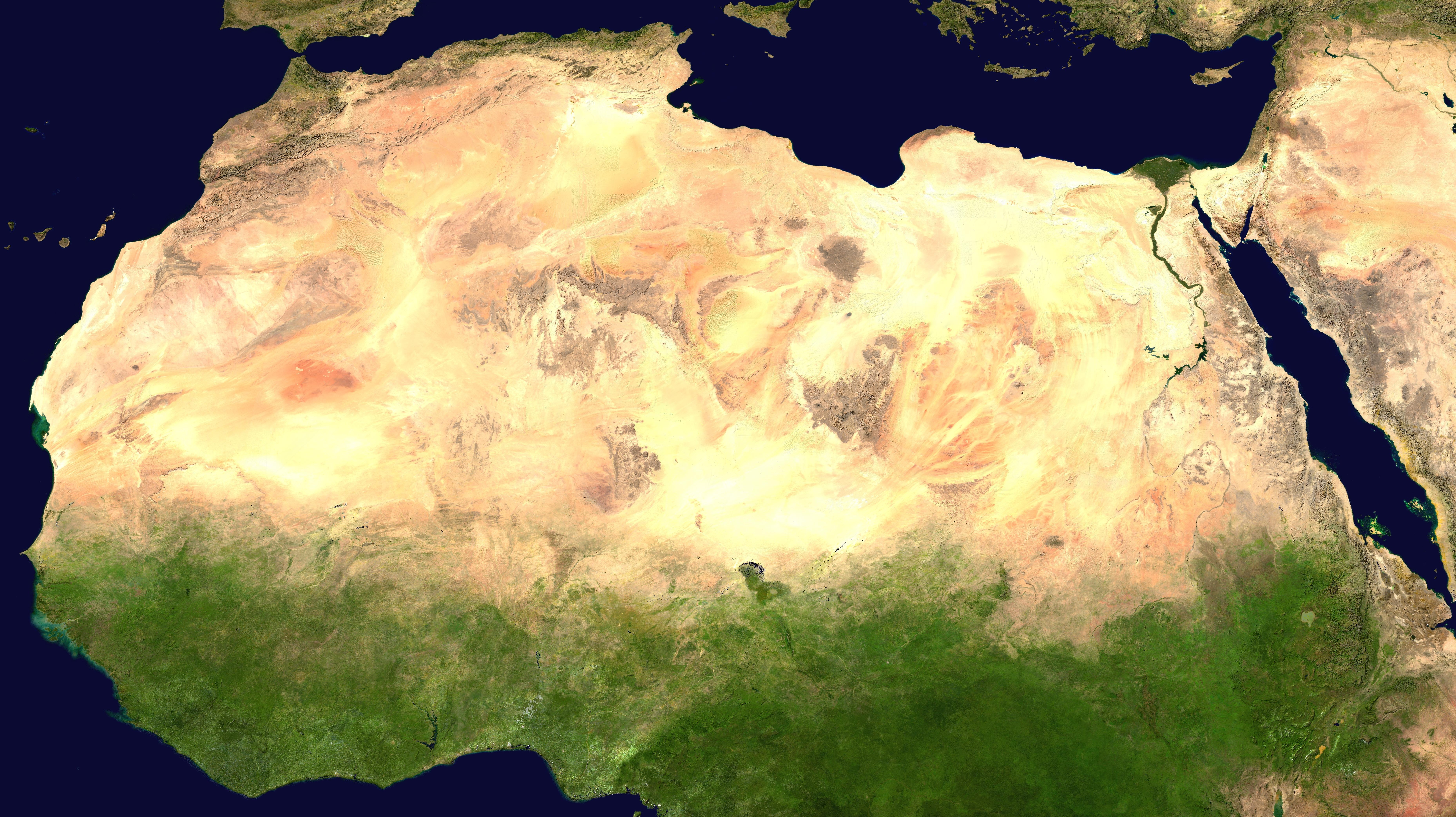
Hình ảnh sa mạc Sahara từ vệ tinh. Đây là sa mạc nóng lớn nhất thế giới và sa mạc lớn thứ ba sau sa mạc vùng cực.

Môi trường tự nhiên bao gồm tất cả các sinh vật sống và không sống có trong tự nhiên, có nghĩa là không phải là nhân tạo. Thuật ngữ này thường được áp dụng cho Trái Đất hoặc một số phần của Trái Đất. Môi trường này bao gồm sự tương tác của tất cả các loài sống, khí hậu, thời tiết và tài nguyên thiên nhiên có ảnh hưởng đến sự tồn tại của con người và hoạt động kinh tế. Khái niệm môi trường tự nhiên có thể được phân biệt thành các thành phần:
- Các đơn vị sinh thái hoàn chỉnh hoạt động như các hệ thống tự nhiên mà không có sự can thiệp lớn của con người văn minh, bao gồm tất cả thảm thực vật, vi sinh vật, đất, đá, khí quyển và các hiện tượng tự nhiên xảy ra trong ranh giới và bản chất của chúng.
- Các nguồn tài nguyên thiên nhiên phổ biến và các hiện tượng vật lý thiếu ranh giới rõ ràng, chẳng hạn như không khí, nước và khí hậu, cũng như năng lượng, bức xạ, điện tích và từ tính, không bắt nguồn từ hành động văn minh của con người.

Đối lập với môi trường tự nhiên là môi trường được xây dựng. Ở những khu vực mà con người đã biến đổi cảnh quan một cách cơ bản như thiết lập đô thị và chuyển đổi đất nông nghiệp, môi trường tự nhiên được biến đổi rất nhiều thành môi trường đơn giản hóa của con người. Ngay cả những hành động có vẻ ít cực đoan hơn, chẳng hạn như xây dựng một túp lều bằng bùn hoặc một hệ thống quang điện trên sa mạc, môi trường đã được biến đổi sẽ trở thành một môi trường nhân tạo. Mặc dù nhiều loài động vật xây dựng mọi thứ để cung cấp một môi trường tốt hơn cho chúng, chúng không phải là con người, do đó đập hải ly và các công trình của mối xây gò, được coi là tự nhiên.
Con người hiếm khi tìm thấy môi trường hoàn toàn tự nhiên trên Trái Đất, và tính tự nhiên thường thay đổi liên tục, từ 100% tự nhiên ở một cực đến 0% tự nhiên ở thái cực khác. Chính xác hơn, chúng ta có thể xem xét các khía cạnh hoặc thành phần khác nhau của môi trường và thấy rằng mức độ tự nhiên của chúng không đồng nhất. Ví dụ, trong một lĩnh vực nông nghiệp, thành phần khoáng vật và cấu trúc của đất của nó tương tự như của đất rừng nguyên sinh, nhưng cấu trúc hoàn toàn khác.
Chẳng hạn, môi trường tự nhiên thường được dùng làm từ đồng nghĩa với môi trường sống khi chúng ta nói rằng môi trường tự nhiên của hươu cao cổ là xavan.

## Thành phần

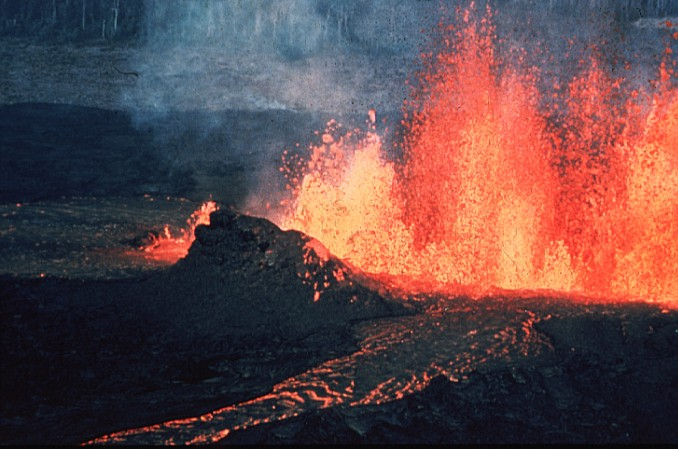
Khe nứt núi lửa và kênh dung nham

Cấu trúc phân lớp của Trái Đất: (1) lõi bên trong; (2) lõi ngoài; (3) lớp phủ dưới; (4) lớp áo trên; (5) thạch quyển; (6) lớp vỏ

Khoa học Trái Đất nhìn chung công nhận bốn quyển là thạch quyển, khí quyển, thủy quyển, sinh quyển tương ứng với đá, không khí, nước, sự sống. Một số nhà khoa học còn xem băng quyển (tương ứng với nước đá) như một quyển của Trái Đất để phân biệt với thủy quyển, và thổ quyển (tương ứng với đất) như một thành phần hay thay đổi và bao gồm nhiều quyển. Khoa học Trái Đất (hay địa học) là một thuật ngữ bao gồm nhiều môn khoa học có liên quan đến hành tinh Trái Đất. Có bốn môn trong khoa học Trái Đất, cụ thể là vị trí địa lý, địa chất, địa vật lý và trắc địa. Những ngành chính này sử dụng vật lý, hóa học, sinh học, niên đại và toán học để xây dựng sự hiểu biết định tính và định lượng về các khu vực hoặc quyển của Trái Đất.

## Hoạt động địa chất
Vỏ Trái Đất, hay thạch quyển, là bề mặt rắn ngoài cùng của hành tinh và khác về mặt hóa học và cơ học với lớp phủ bên dưới. Nó đã được tạo ra rất nhiều bởi các quá trình lửa trong đó magma nguội đi và đông đặc lại để tạo thành đá rắn. Bên dưới thạch quyển là lớp phủ được đốt nóng bởi sự phân rã của các nguyên tố phóng xạ. Lớp phủ mặc dù rắn là trong tình trạng rheic đối lưu. Quá trình đối lưu này làm cho các tấm thạch quyển chuyển động, mặc dù chậm. Quá trình kết quả được gọi là kiến tạo mảng. Núi lửa chủ yếu là kết quả của sự tan chảy của vật liệu vỏ chìm hoặc lớp phủ trồi lên ở các rặng núi giữa đại dương và các chùm manti.

## Nước trên Trái Đất

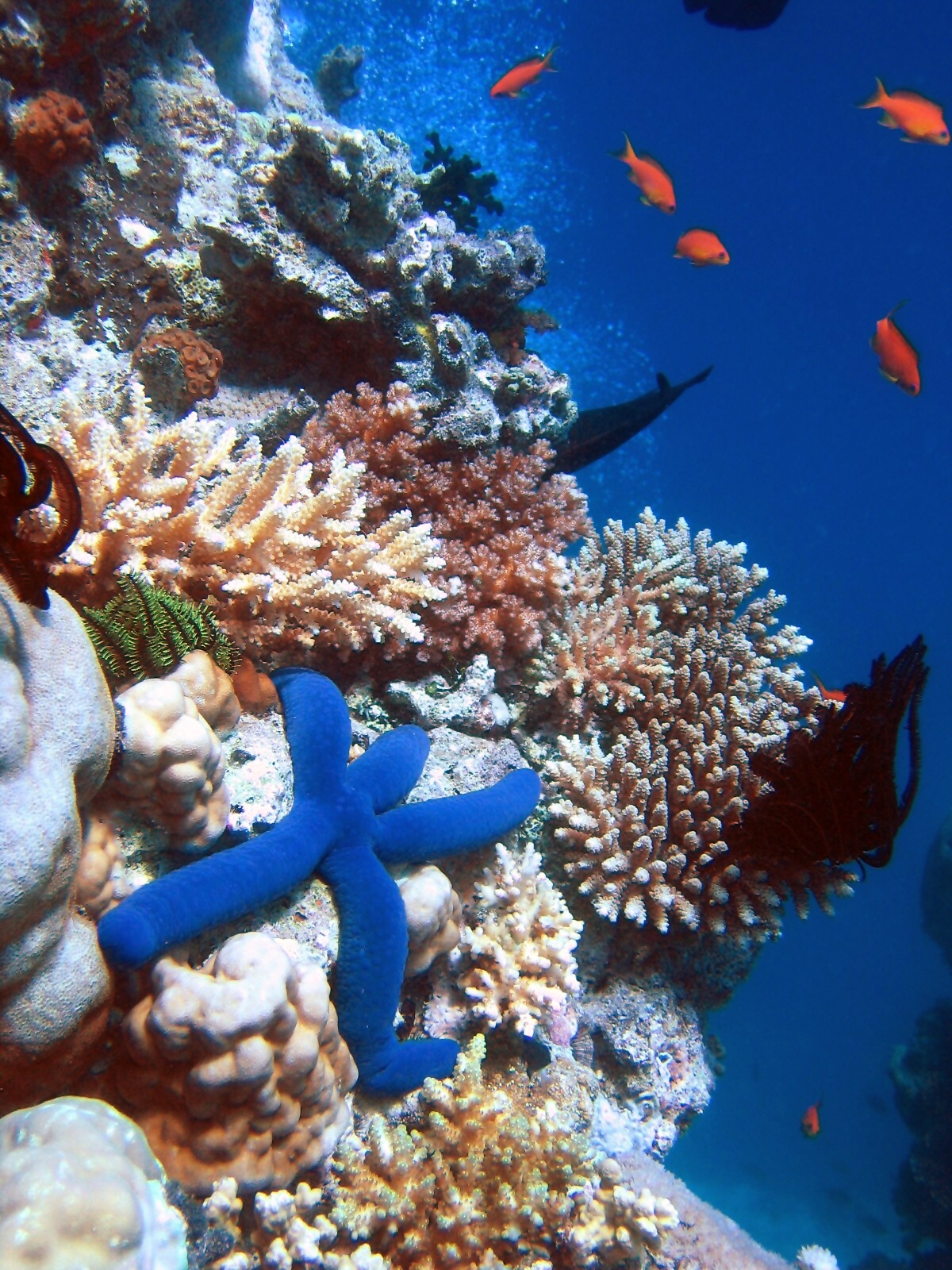
Các rạn san hô có đa dạng sinh học biển đáng kể.

Hầu hết nước được tìm thấy trong các loại thủy vực trong tự nhiên.

### Đại dương
Đại dương là một vùng nước mặn chính và là một thành phần của thủy quyển. Khoảng 71% bề mặt Trái Đất (diện tích khoảng 362 triệu km vuông) được bao phủ bởi đại dương, một khối nước liên tục thường được chia thành nhiều đại dương chính và biển nhỏ hơn. Hơn một nửa diện tích này là hơn 3.000 mét (9.800   ft) sâu. Độ mặn trung bình của đại dương là khoảng 35 phần nghìn (ppt) (3,5%), và gần như tất cả nước biển có độ mặn trong khoảng 30 đến 38 ppt. Mặc dù thường được công nhận là một số đại dương riêng biệt, những vùng nước này bao gồm một khối nước mặn toàn cầu, liên kết với nhau thường được gọi là Đại dương Thế giới hoặc đại dương toàn cầu. Đáy biển sâu chiếm hơn một nửa bề mặt Trái Đất và là một trong những môi trường tự nhiên ít bị biến đổi nhất. Các phân chia đại dương chính được xác định một phần theo lục địa, các quần đảo khác nhau và các tiêu chí khác: các phân chia này là (theo thứ tự kích thước giảm dần) Thái Bình Dương, Đại Tây Dương, Ấn Độ Dương, Nam Đại Dương và Bắc Băng Dương.

### Sông
Sông là nguồn nước tự nhiên, thường là nước ngọt, chảy về phía đại dương, hồ, biển hoặc sông khác. Một vài con sông chỉ đơn giản là chảy vào lòng đất và khô cạn hoàn toàn mà không đến vùng nước khác.

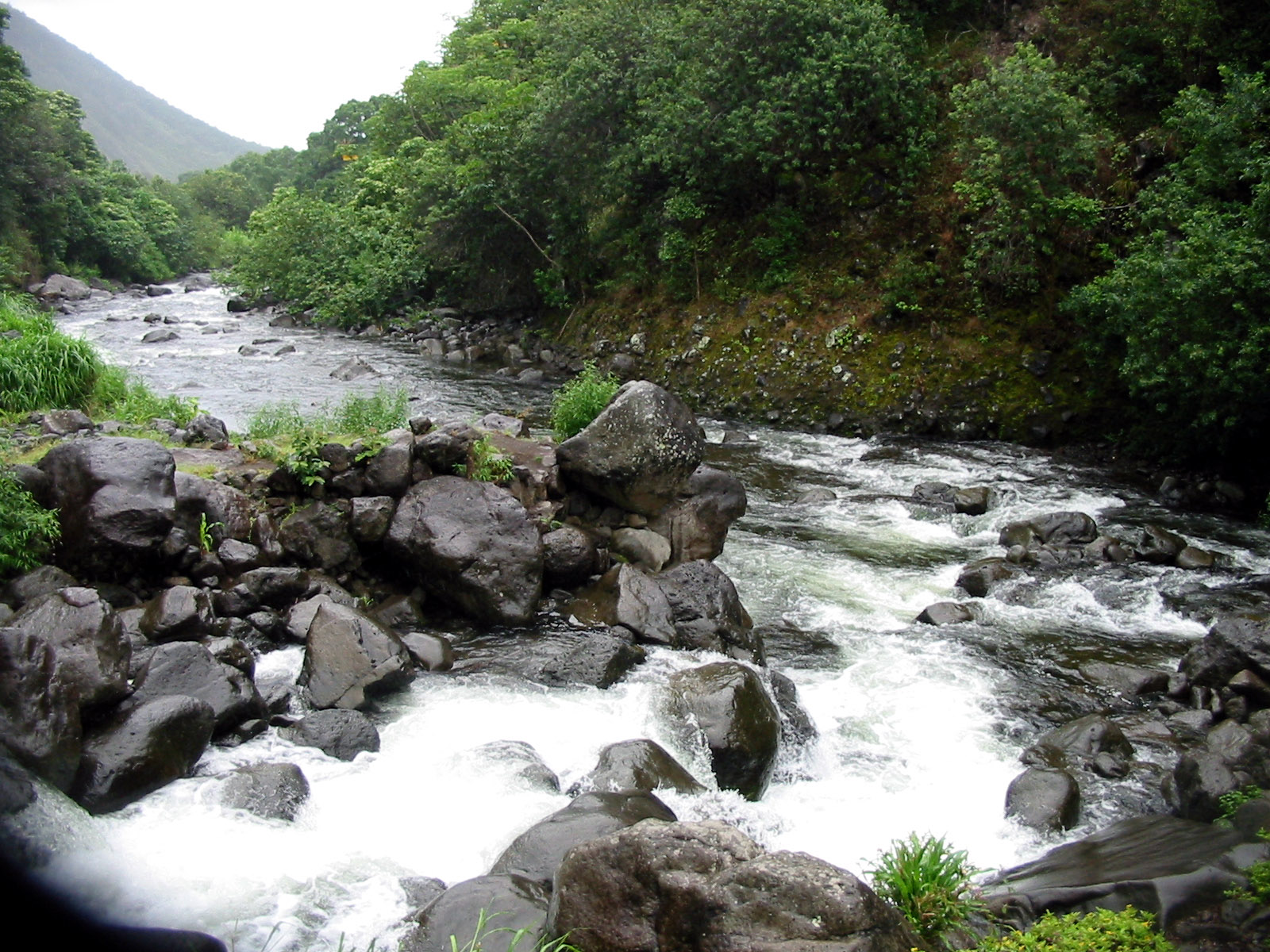
Suối đá ở bang Hawaii của Hoa Kỳ

Nước sông thường ở dạng kênh, được tạo thành từ lòng suối giữa các bờ. Ở các con sông lớn hơn thường có một vùng ngập lụt rộng hơn được hình thành bởi các vùng nước tràn qua kênh. Đồng bằng ngập lũ có thể rất rộng so với kích thước của luồng sông. Sông là một phần của chu trình thủy văn. Nước trong sông thường được thu thập từ lượng mưa thông qua dòng chảy bề mặt, quá trình nạp lại nước ngầm, suối và giải phóng nước được lưu trữ trong các sông băng và băng tuyết.
Các sông nhỏ cũng có thể được gọi bằng một số tên khác, bao gồm suối, lạch và suối. Dòng điện của chúng được giới hạn trong lòng suối và bờ suối. Các dòng suối đóng một vai trò hành lang quan trọng trong việc kết nối các sinh cảnh bị chia cắt và do đó trong việc bảo tồn đa dạng sinh học. Nghiên cứu về suối và đường nước nói chung được gọi là thủy văn bề mặt.

### Hồ

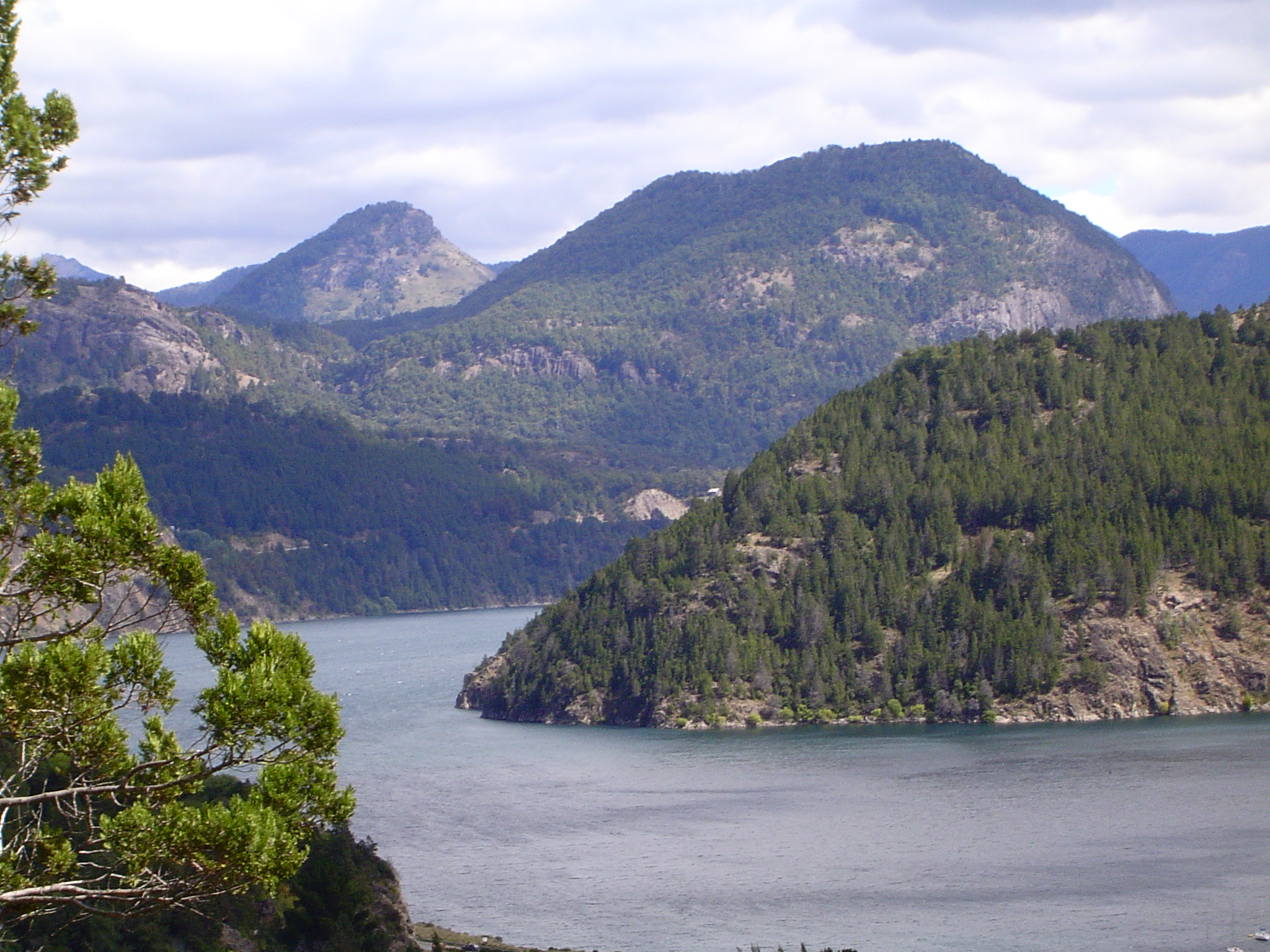
Hồ Lácar, gốc từ băng, tỉnh Neuquén, Argentina

Hồ (từ lacus trong tiếng Latinh) là một đặc điểm địa hình, một khối nước được bản địa hóa ở đáy lưu vực. Một vùng nước được coi là hồ khi nó nằm trong đất liền, không phải là một phần của đại dương và lớn hơn và sâu hơn ao.

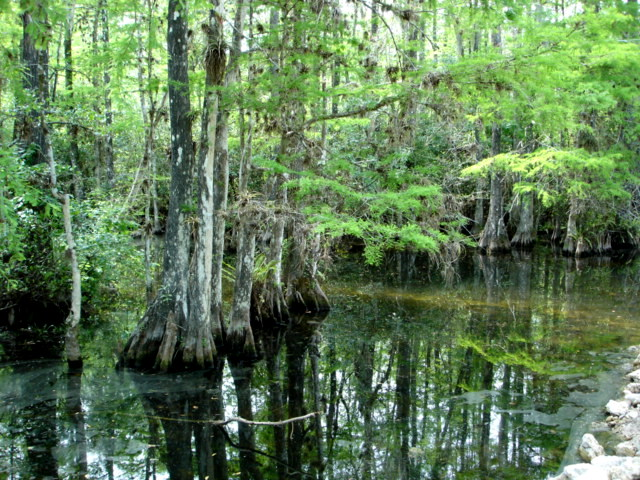
Một khu đầm lầy ở Vườn quốc gia Everglades, Florida, Mỹ.

Các hồ tự nhiên trên Trái Đất thường được tìm thấy ở các vùng núi, vùng rạn nứt và các khu vực có băng hà đang diễn ra hoặc gần đây. Các hồ khác được tìm thấy trong các lưu vực nội sinh hoặc dọc theo các dòng sông trưởng thành. Ở một số nơi trên thế giới, có rất nhiều hồ do các mô hình thoát nước hỗn loạn còn sót lại từ Kỷ Băng hà cuối cùng. Tất cả các hồ là tạm thời theo thang thời gian địa chất, vì chúng sẽ từ từ lấp đầy trầm tích hoặc tràn ra khỏi lưu vực chứa chúng.

#### Ao
Một ao là một vùng của nước đọng, hoặc là tự nhiên hay nhân tạo, và thường nhỏ hơn so với một hồ. Nhiều loại vùng nước nhân tạo được phân loại thành ao, bao gồm vườn nước được thiết kế để trang trí thẩm mỹ, ao cá được thiết kế để nuôi cá thương phẩm và ao năng lượng mặt trời được thiết kế để lưu trữ năng lượng nhiệt. Ao và hồ được phân biệt với suối bằng tốc độ hiện tại của chúng. Trong khi các dòng chảy trong suối có thể dễ dàng quan sát được, các ao và hồ có các dòng vi mô điều khiển nhiệt và các dòng chảy hướng gió vừa phải. Những đặc điểm này giúp phân biệt ao với nhiều đặc điểm địa hình thủy sinh khác, chẳng hạn như hồ suối và hồ thủy triều.

### Tác động của con người đối với nước
Con người tác động đến nước theo nhiều cách khác nhau như chỉnh sửa các con sông (thông qua các đập và kênh dẫn dòng), đô thị hóa và phá rừng. Những tác động này đến mực nước hồ, điều kiện nước ngầm, ô nhiễm nước, ô nhiễm nhiệt và ô nhiễm biển. Con người sửa đổi các con sông bằng cách sử dụng thao tác kênh trực tiếp. Chúng tôi xây dựng các đập và hồ chứa nước và điều khiển hướng của các con sông và đường dẫn nước. Các con đập có thể tạo ra các hồ chứa và năng lượng thủy điện một cách hữu ích. Tuy nhiên, các hồ chứa và đập có thể tác động tiêu cực đến môi trường và động vật hoang dã. Các con đập ngăn chặn sự di cư của cá và sự di chuyển của các sinh vật ở hạ nguồn. Đô thị hóa ảnh hưởng đến môi trường vì phá rừng và thay đổi mực nước hồ, điều kiện nước ngầm, v.v. Phá rừng và đô thị hóa song hành với nhau. Phá rừng có thể gây ra lũ lụt, giảm dòng chảy và thay đổi thảm thực vật ven sông. Thảm thực vật thay đổi xảy ra do khi cây cối không được cung cấp đủ nước, chúng bắt đầu xấu đi, dẫn đến nguồn cung cấp thức ăn cho động vật hoang dã trong khu vực bị giảm sút.

## Khí quyển, khí hậu và thời tiết

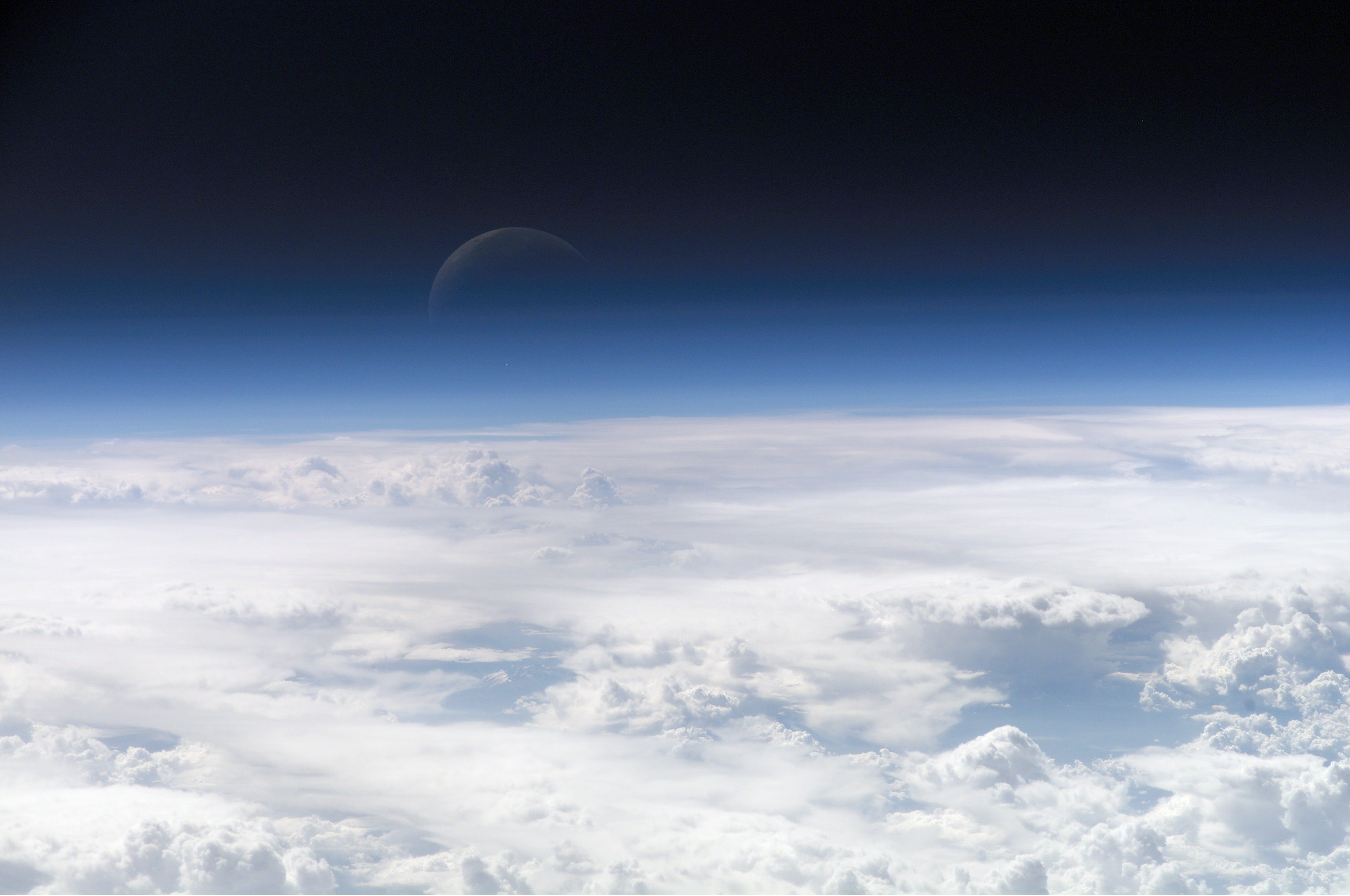
Các chất khí trong khí quyển tán xạ ánh sáng xanh lam nhiều hơn các bước sóng khác, tạo ra vầng sáng màu xanh lam khi nhìn từ không gian.

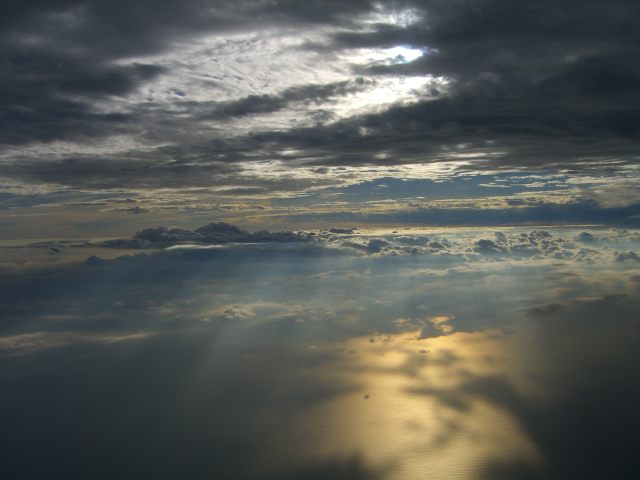
Quang cảnh tầng đối lưu của Trái Đất nhìn từ máy bay

Sét là sự phóng điện trong khí quyển kèm theo sấm sét, xảy ra trong cơn giông và một số điều kiện tự nhiên khác.

Bầu khí quyển của Trái Đất đóng vai trò là nhân tố quan trọng trong việc duy trì hệ sinh thái hành tinh. Lớp khí mỏng bao quanh Trái Đất được giữ cố định bởi lực hấp dẫn của hành tinh. Không khí khô bao gồm 78% nitơ, 21% oxy, 1% argon và các khí trơ khác, và carbon dioxide. Các khí còn lại thường được gọi là khí vết. Bầu khí quyển bao gồm các khí nhà kính như carbon dioxide, methane, nitrous oxide và ozon. Không khí đã được lọc bao gồm một lượng nhỏ của nhiều hợp chất hóa học khác. Không khí cũng chứa một lượng hơi nước thay đổi và huyền phù của các giọt nước và các tinh thể băng được xem như những đám mây. Nhiều chất tự nhiên có thể tồn tại với lượng nhỏ trong mẫu không khí chưa được lọc, bao gồm bụi, phấn hoa và bào tử, nước biển phun, tro núi lửa và thiên thạch. Công nghiệp khác nhau gây ô nhiễm cũng có thể có mặt, chẳng hạn như clo (tiểu học hoặc trong các hợp chất), flo hợp chất, nguyên tố thủy ngân, và lưu huỳnh hợp chất như lưu huỳnh dioxide (SO2).
Tầng ôzôn của bầu khí quyển Trái Đất đóng một vai trò quan trọng trong việc giảm lượng bức xạ cực tím (UV) chiếu tới bề mặt. Vì DNA dễ bị tia UV làm hỏng, điều này giúp bảo vệ sự sống trên bề mặt. Bầu khí quyển cũng giữ nhiệt vào ban đêm, do đó làm giảm nhiệt độ hàng ngày.

### Các lớp của khí quyển

#### Các lớp chính
Bầu khí quyển của Trái Đất có thể được chia thành năm lớp chính. Các lớp này chủ yếu được xác định bởi nhiệt độ tăng hay giảm theo độ cao. Từ cao nhất đến thấp nhất, các lớp này là:
- Tầng ngoài: Lớp ngoài cùng của khí quyển Trái Đất kéo dài từ exobase lên trên, chủ yếu bao gồm hydro và heli.
- Tầng nhiệt: Phía trên cùng của tầng nhiệt là đáy của tầng ngoài, được gọi là đỉnh tầng nhiệt. Chiều cao của nó thay đổi theo hoạt động mặt trời và dao động trong khoảng 350–800 km (220–500 mi; 1.150.000–2.620.000 ft). Trạm vũ trụ quốc tế quay quanh trong lớp này, giữa 320 và 380 km (200 và 240 mi).
- Tầng trung lưu: Tầng này kéo dài từ trạng thái tạm dừng đến 80–85 km (50–53 mi; 262.000–279.000 ft). Nó là lớp mà hầu hết các thiên thạch bốc cháy khi đi vào bầu khí quyển.
- Tầng bình lưu: Tầng bình lưu kéo dài từ nhiệt đới đến khoảng 51 km (32 mi; 167.000 ft). Khoảng dừng, là ranh giới giữa tầng bình lưu và tầng trung lưu, thường ở mức 50 đến 55 km (31 đến 34 mi; 164.000 đến 180.000 ft).
- Tầng đối lưu: Các tầng đối lưu bắt đầu từ bề mặt và kéo dài đến giữa 7 km (23.000 ft) ở các cực và 17 km (56.000 ft) tại đường xích đạo, với một số thay đổi do thời tiết. Tầng đối lưu chủ yếu được làm nóng bằng cách truyền năng lượng từ bề mặt, vì vậy trung bình phần thấp nhất của tầng đối lưu là ấm nhất và nhiệt độ giảm theo độ cao. Tầng đới nhiệt là ranh giới giữa tầng đối lưu và tầng bình lưu.

#### Các lớp khác
Trong năm lớp chính được xác định bởi nhiệt độ, có một số lớp được xác định bởi các đặc tính khác.
- Tầng ôzôn được chứa trong tầng bình lưu. Nó chủ yếu nằm ở phần dưới của tầng bình lưu từ khoảng 15–35 km (9,3–21,7 mi; 49.000–115.000 ft), mặc dù độ dày thay đổi theo mùa và theo địa lý. Khoảng 90% ôzôn trong bầu khí quyển của chúng ta được chứa trong tầng bình lưu.
- Tầng điện ly, một phần của khí quyển bị ion hóa bởi bức xạ mặt trời, trải dài từ 50 đến 1.000 km (31 đến 621 mi; 160.000 đến 3.280.000 ft) và thường chồng lên cả ngoại quyển và nhiệt quyển. Nó tạo thành rìa bên trong của từ quyển.
- Khí quyển và dị quyển: Khí quyển bao gồm tầng đối lưu, tầng bình lưu và tầng trung lưu. Phần trên của dị quyển được cấu tạo gần như hoàn toàn bởi hydro, nguyên tố nhẹ nhất.
- Lớp ranh giới hành tinh là phần của tầng đối lưu gần bề mặt Trái Đất nhất và chịu tác động trực tiếp của nó, chủ yếu thông qua sự khuếch tán hỗn loạn.

#### Ảnh hưởng của sự nóng lên toàn cầu

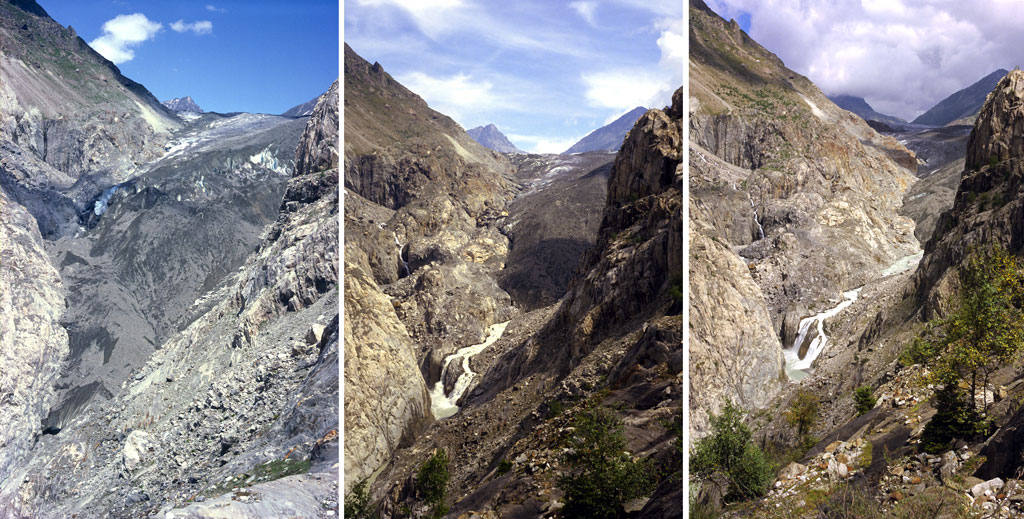
Sự rút lui của các sông băng kể từ năm 1850 của sông băng Aletsch trên dãy Alps của Thụy Sĩ (tình hình năm 1979, 1991 và 2002), do hiện tượng ấm lên toàn cầu

Các mối nguy hiểm của sự nóng lên toàn cầu đang ngày càng được nghiên cứu bởi một nhóm các nhà khoa học toàn cầu. Các nhà khoa học này ngày càng lo ngại về những tác động lâu dài có thể xảy ra của sự nóng lên toàn cầu đối với môi trường tự nhiên và hành tinh của chúng ta. Quan tâm đặc biệt là cách biến đổi khí hậu và sự nóng lên toàn cầu do con người gây ra, hoặc phiên bản nhân tạo của khí nhà kính, đáng chú ý nhất carbon dioxide, có thể hoạt động tương tác, và có ảnh hưởng bất lợi trên hành tinh, môi trường tự nhiên của nó và sự tồn tại của con người. Rõ ràng là hành tinh đang ấm lên và nóng lên nhanh chóng. Điều này là do hiệu ứng nhà kính, gây ra bởi các khí nhà kính, giữ nhiệt bên trong bầu khí quyển của Trái Đất vì cấu trúc phân tử phức tạp hơn của chúng cho phép chúng dao động và lần lượt giữ nhiệt và giải phóng nó trở lại Trái Đất. Sự nóng lên này cũng là nguyên nhân dẫn đến sự tuyệt chủng của các môi trường sống tự nhiên, từ đó dẫn đến giảm số lượng động vật hoang dã. Báo cáo gần đây nhất của Ủy ban liên chính phủ về biến đổi khí hậu (nhóm các nhà khoa học khí hậu hàng đầu trên thế giới) kết luận rằng Trái Đất sẽ ấm lên ở bất cứ nơi nào từ 2,7 đến gần 11 độ F (1,5 đến 6 độ C) trong khoảng thời gian từ 1990 đến 2100. Các nỗ lực ngày càng tập trung vào việc giảm thiểu các khí nhà kính gây ra những thay đổi về khí hậu, vào việc phát triển các chiến lược thích ứng với sự nóng lên toàn cầu, để hỗ trợ con người, các loài động thực vật khác, các hệ sinh thái, các khu vực và quốc gia trong việc điều chỉnh các tác động của hiện tượng nóng lên toàn cầu. Một số ví dụ về sự hợp tác gần đây để giải quyết vấn đề biến đổi khí hậu và sự nóng lên toàn cầu bao gồm:

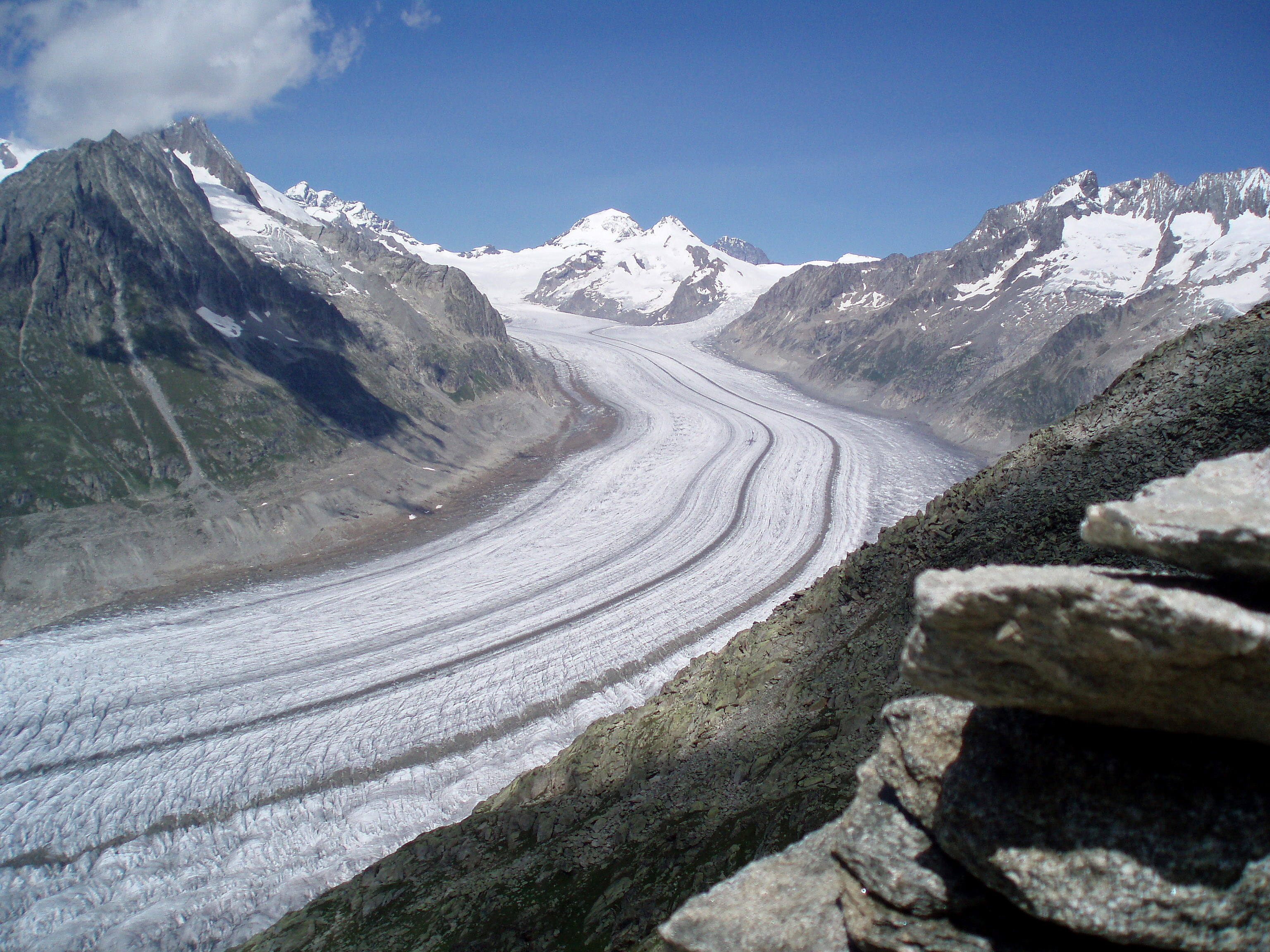
Một góc nhìn khác về Sông băng Aletsch trên dãy Alps của Thụy Sĩ, do sự nóng lên toàn cầu đang giảm dần

- Công ước khung của Liên hợp quốc và công ước về Biến đổi khí hậu, nhằm ổn định nồng độ khí nhà kính trong khí quyển ở mức có thể ngăn chặn sự can thiệp nguy hiểm của con người vào hệ thống khí hậu.[16]
- Nghị định thư Kyoto, là giao thức của Hiệp ước khung quốc tế về Biến đổi khí hậu, một lần nữa với mục tiêu giảm khí nhà kính trong nỗ lực ngăn chặn biến đổi khí hậu do con người gây ra.[17]
- Sáng kiến Khí hậu Phương Tây, nhằm xác định, đánh giá và thực hiện các cách thức tập thể và hợp tác để giảm khí nhà kính trong khu vực, tập trung vào hệ thống thương mại vốn hóa dựa trên thị trường.[18]

Một thách thức sâu sắc đáng kể là xác định các động lực môi trường tự nhiên trái ngược với những thay đổi môi trường không nằm trong các phương sai tự nhiên. Một giải pháp phổ biến là điều chỉnh một chế độ xem tĩnh bỏ qua các phương sai tự nhiên để tồn tại. Về mặt phương pháp, quan điểm này có thể được bảo vệ khi xem xét các quá trình thay đổi chậm và chuỗi thời gian ngắn, trong khi vấn đề xuất hiện khi các quá trình nhanh trở thành yếu tố cần thiết trong đối tượng nghiên cứu.

### Khí hậu

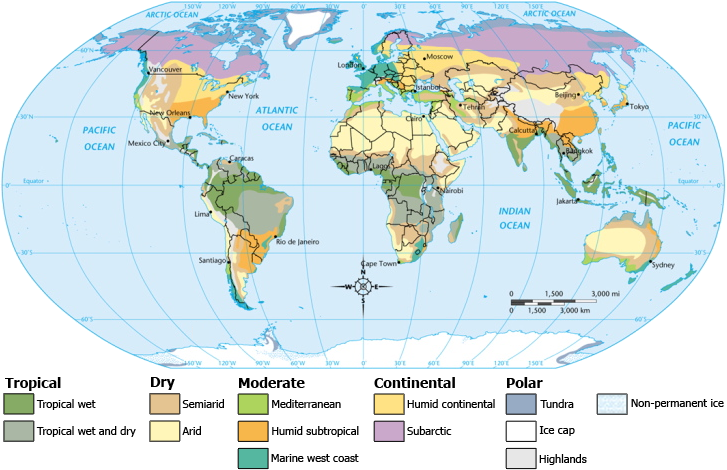
Bản đồ phân loại khí hậu trên toàn thế giới

Khí hậu xem xét các số liệu thống kê về nhiệt độ, độ ẩm, áp suất khí quyển, gió, lượng mưa, số lượng hạt khí quyển và các yếu tố khí tượng khác trong một khu vực nhất định trong thời gian dài. Mặt khác, [ cần dẫn nguồn ] Thời tiết là điều kiện hiện tại của những yếu tố tương tự trong khoảng thời gian lên đến hai tuần.
Khí hậu có thể được phân loại theo phạm vi trung bình và điển hình của các biến số khác nhau, phổ biến nhất là nhiệt độ và lượng mưa. Sơ đồ phân loại được sử dụng phổ biến nhất là sơ đồ do Wladimir Köppen phát triển ban đầu. Hệ thống Thornthwaite, sử dụng từ năm 1948, sử dụng sự thoát hơi nước cũng như thông tin về nhiệt độ và lượng mưa để nghiên cứu sự đa dạng của các loài động vật và các tác động tiềm tàng của biến đổi khí hậu.

### Thời tiết

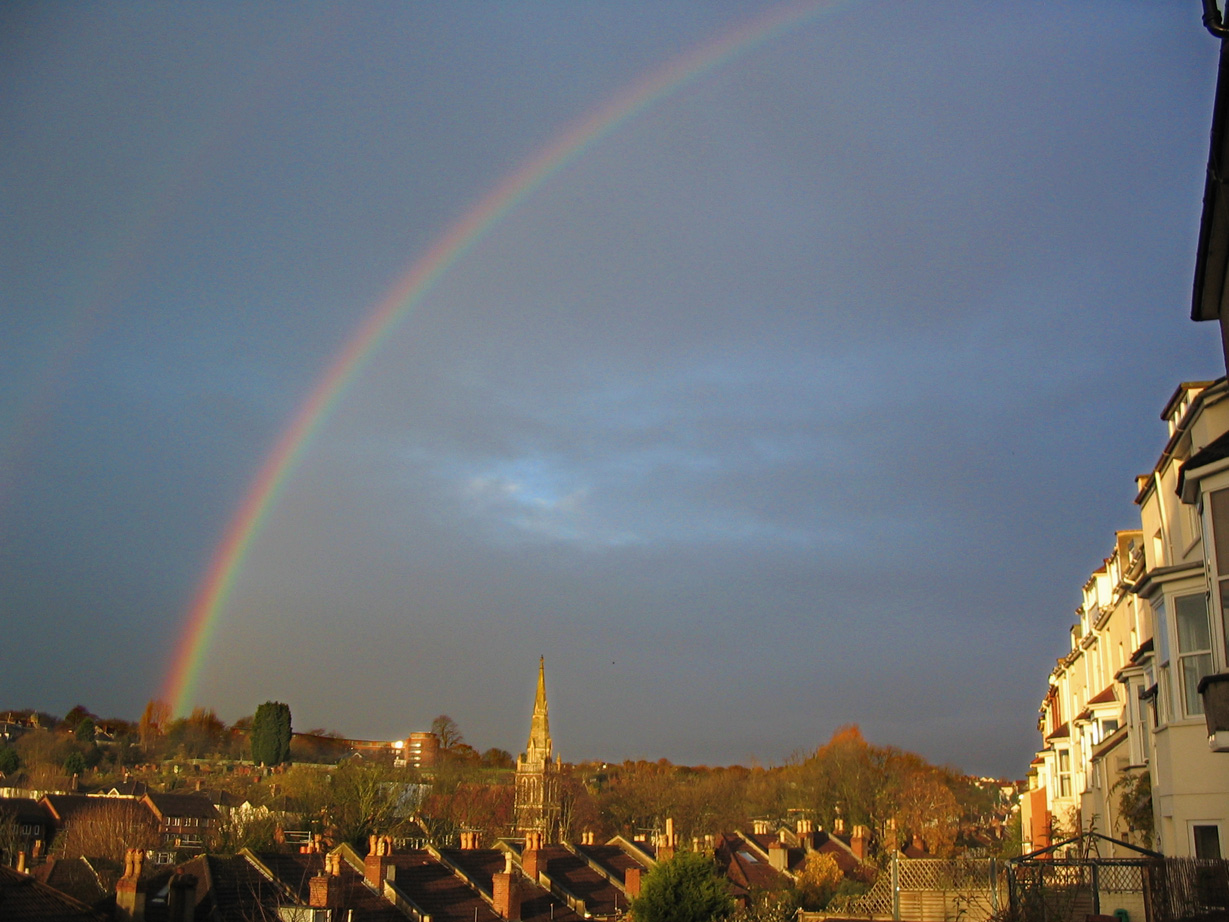
Cầu vồng là một hiện tượng quang học và khí tượng gây ra một quang phổ ánh sáng xuất hiện trên bầu trời khi Mặt trời chiếu vào các giọt hơi ẩm trong bầu khí quyển của Trái Đất.

Thời tiết là một tập hợp tất cả các hiện tượng xảy ra trong một khu vực khí quyển nhất định tại một thời điểm nhất định. Hầu hết các hiện tượng thời tiết xảy ra ở tầng đối lưu, ngay dưới tầng bình lưu. Nói chung, thời tiết đề cập đến nhiệt độ hàng ngày và hoạt động lượng mưa, trong khi khí hậu là thuật ngữ chỉ các điều kiện khí quyển trung bình trong khoảng thời gian dài hơn. Khi sử dụng mà không cần trình độ, "thời tiết" được hiểu là thời tiết của Trái Đất.
Thời tiết xảy ra do sự khác biệt về mật độ (nhiệt độ và độ ẩm) giữa nơi này và nơi khác. Những khác biệt này có thể xảy ra do góc mặt trời tại bất kỳ điểm cụ thể nào, thay đổi theo vĩ độ so với vùng nhiệt đới. Sự tương phản nhiệt độ mạnh mẽ giữa không khí vùng cực và nhiệt đới làm phát sinh dòng phản lực. Các hệ thống thời tiết ở vĩ độ trung bình, chẳng hạn như xoáy thuận ngoại nhiệt đới, là do sự không ổn định của dòng phản lực. Vì trục của Trái Đất nghiêng so với mặt phẳng quỹ đạo của nó, nên ánh sáng Mặt trời chiếu tới ở các góc khác nhau vào các thời điểm khác nhau trong năm. Trên bề mặt Trái Đất, nhiệt độ thường dao động trong khoảng ± 40 °C (100  °F đến −40 °F) hàng năm. Trải qua hàng nghìn năm, những thay đổi trong quỹ đạo Trái Đất đã ảnh hưởng đến lượng và sự phân bố năng lượng Mặt trời mà Trái Đất nhận được và ảnh hưởng đến khí hậu lâu dài
Sự chênh lệch nhiệt độ bề mặt lần lượt gây ra chênh lệch áp suất. Độ cao cao hơn mát hơn độ cao thấp hơn do sự khác biệt về nhiệt nén. Dự báo thời tiết là ứng dụng của khoa học và công nghệ để dự đoán trạng thái của khí quyển trong một thời gian tương lai và một địa điểm nhất định. Bầu khí quyển là một hệ thống hỗn loạn, và những thay đổi nhỏ đối với một phần của hệ thống có thể phát triển để tạo ra những ảnh hưởng lớn đến toàn bộ hệ thống. Những nỗ lực của con người để kiểm soát thời tiết đã xảy ra trong suốt lịch sử loài người, và có bằng chứng cho thấy hoạt động của con người văn minh như nông nghiệp và công nghiệp đã vô tình sửa đổi các kiểu thời tiết.

## Sự sống

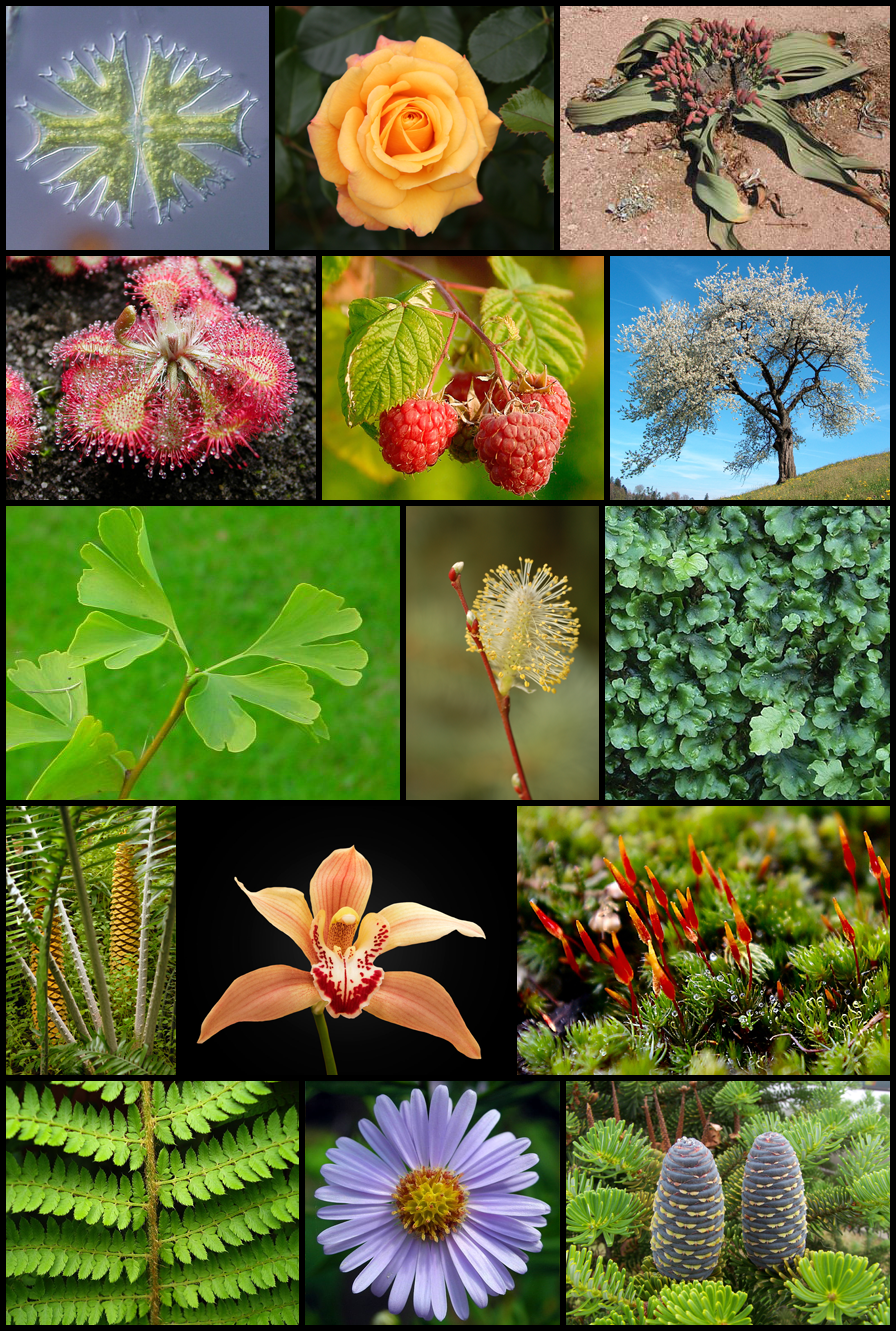
Có rất nhiều loài thực vật trên hành tinh.

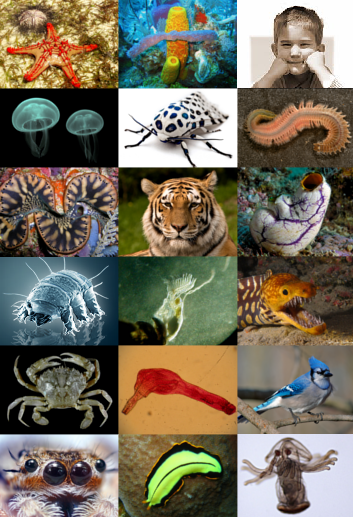
Một ví dụ về nhiều loài động vật trên Trái Đất

Các bằng chứng cho thấy sự sống trên Trái Đất đã tồn tại khoảng 3,7 tỷ năm. Tất cả các dạng sống đã biết đều có chung các cơ chế phân tử cơ bản, và dựa trên những quan sát này, các lý thuyết về nguồn gốc của sự sống cố gắng tìm ra cơ chế giải thích sự hình thành của một sinh vật đơn bào nguyên thủy mà từ đó mọi sự sống đều bắt nguồn. Có nhiều giả thuyết khác nhau liên quan đến con đường có thể được lấy từ các phân tử hữu cơ đơn giản thông qua đời sống tiền tế bào đến tế bào nguyên mẫu và trao đổi chất.
Mặc dù không có sự thống nhất chung nào về định nghĩa sự sống, nhưng các nhà khoa học thường chấp nhận rằng biểu hiện sinh học của sự sống được đặc trưng bởi tổ chức, sự trao đổi chất, sự tăng trưởng, sự thích nghi, sự đáp ứng với các kích thích và sự sinh sản. Sự sống cũng có thể được nói đơn giản là trạng thái đặc trưng của các sinh vật. Trong sinh học, khoa học về sinh vật sống, "sự sống" là điều kiện phân biệt sinh vật hoạt động với vật chất vô cơ, bao gồm khả năng phát triển, hoạt động chức năng và sự thay đổi liên tục trước khi chết.
Có thể tìm thấy nhiều loại sinh vật sống (dạng sống) khác nhau trong sinh quyển trên Trái Đất và các đặc tính chung của các sinh vật này — thực vật, động vật, nấm, sinh vật nguyên sinh, vi khuẩn cổ và vi khuẩn — là một dạng tế bào carbon — và nước với tổ chức phức tạp và thông tin di truyền di truyền. Các sinh vật sống trải qua quá trình trao đổi chất, duy trì cân bằng nội môi, có khả năng phát triển, phản ứng với kích thích, sinh sản và thông qua chọn lọc tự nhiên, thích nghi với môi trường của chúng ở các thế hệ kế tiếp. Các sinh vật sống phức tạp hơn có thể giao tiếp thông qua nhiều phương tiện khác nhau.

## Hệ sinh thái

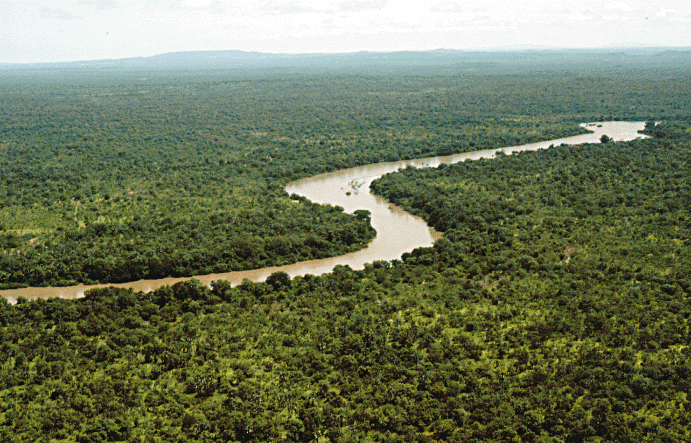
Rừng nhiệt đới thường có rất nhiều đa dạng sinh học với nhiều loài động thực vật. Đây là sông Gambia trong Vườn quốc gia Niokolo-Koba của Senegal.

Hệ sinh thái (còn gọi là môi trường) là một đơn vị tự nhiên bao gồm tất cả các loài thực vật, động vật và vi sinh vật (nhân tố sinh học) trong một khu vực cùng hoạt động với tất cả các nhân tố phi vật lý (phi sinh học) của môi trường.
Trọng tâm của khái niệm hệ sinh thái là ý tưởng cho rằng các sinh vật sống liên tục tham gia vào một tập hợp các mối quan hệ có liên quan chặt chẽ với nhau với mọi yếu tố khác cấu thành môi trường mà chúng tồn tại. Eugene Odum, một trong những người sáng lập ra khoa học sinh thái, đã tuyên bố: "Bất kỳ đơn vị nào bao gồm tất cả các sinh vật (tức là:" quần xã ") trong một khu vực nhất định tương tác với môi trường vật chất để một dòng năng lượng dẫn đến rõ ràng cấu trúc dinh dưỡng xác định, đa dạng sinh vật và chu trình vật chất (nghĩa là: trao đổi vật chất giữa các bộ phận sống và không sống) trong hệ thống là một hệ sinh thái. " 

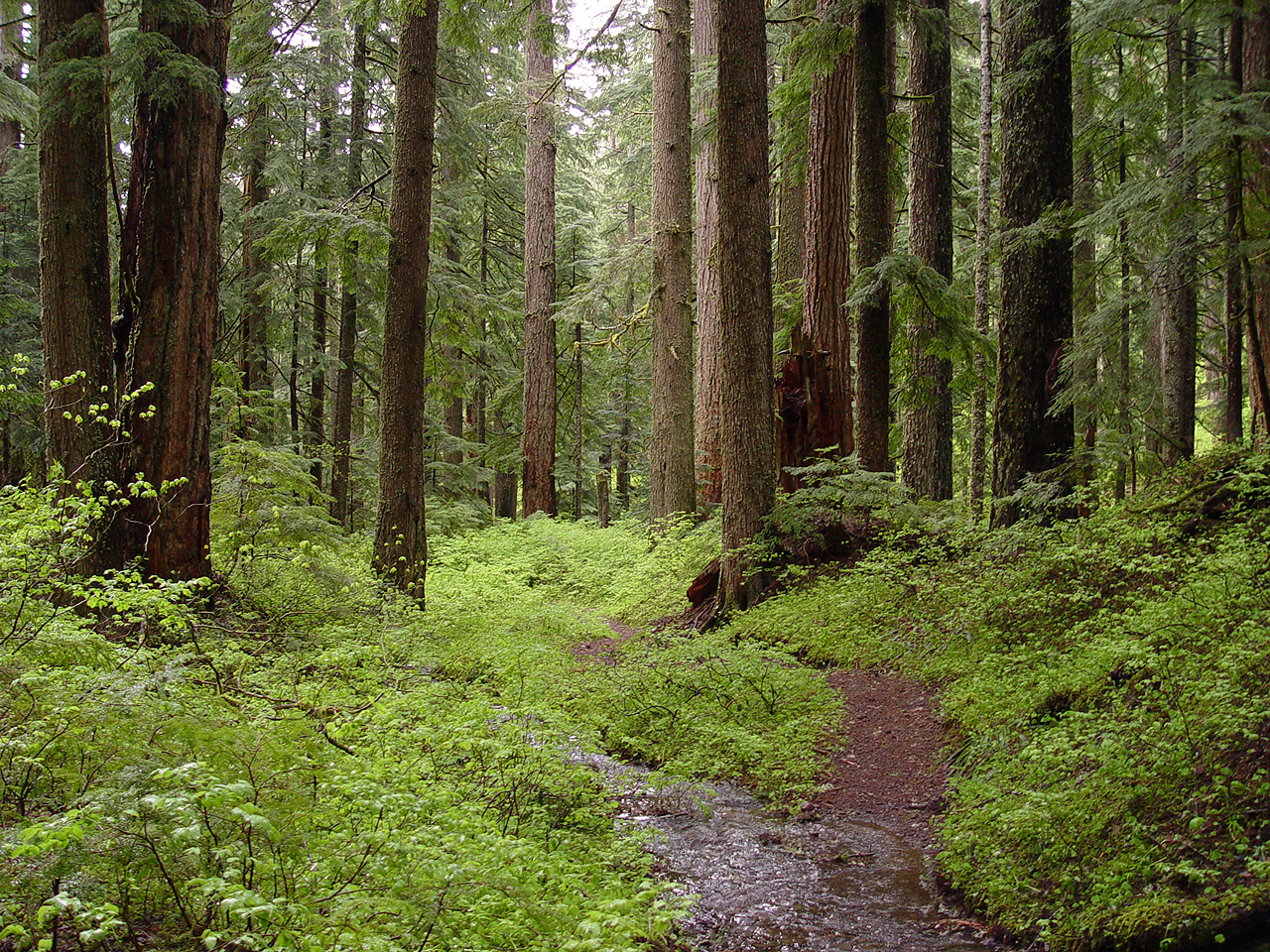
Rừng già và một con lạch trên núi Larch, ở bang Oregon, Hoa Kỳ

Sau đó, khái niệm hệ sinh thái con người là có căn cứ trong giải cấu trúc của con người / tính chất phân đôi, và tiền đề nổi rằng tất cả các loài được tích hợp sinh thái với nhau, cũng như với các thành phần phi sinh của sinh cảnh.
Một số lượng lớn hơn hoặc đa dạng các loài hoặc đa dạng sinh học của hệ sinh thái có thể góp phần vào khả năng phục hồi cao hơn của hệ sinh thái, bởi vì có nhiều loài hơn có mặt tại một địa điểm để phản ứng với sự thay đổi và do đó "hấp thụ" hoặc giảm tác động của nó. Điều này làm giảm tác dụng trước khi cấu trúc của hệ sinh thái bị thay đổi cơ bản sang một trạng thái khác. Đây không phải là trường hợp phổ biến và không có mối quan hệ nào được chứng minh giữa tính đa dạng loài của hệ sinh thái và khả năng cung cấp hàng hóa và dịch vụ ở mức độ bền vững.
Thuật ngữ hệ sinh thái cũng có thể liên quan đến môi trường do con người tạo ra, chẳng hạn như hệ sinh thái của con người và hệ sinh thái do con người tác động, và có thể mô tả bất kỳ tình huống nào có mối quan hệ giữa sinh vật sống và môi trường của chúng. Ngày nay có ít khu vực hơn trên bề mặt Trái Đất tồn tại mà không có sự tiếp xúc của con người, mặc dù một số khu vực hoang dã thực sự vẫn tiếp tục tồn tại mà không có bất kỳ hình thức can thiệp nào của con người.

## Quần xã sinh vật

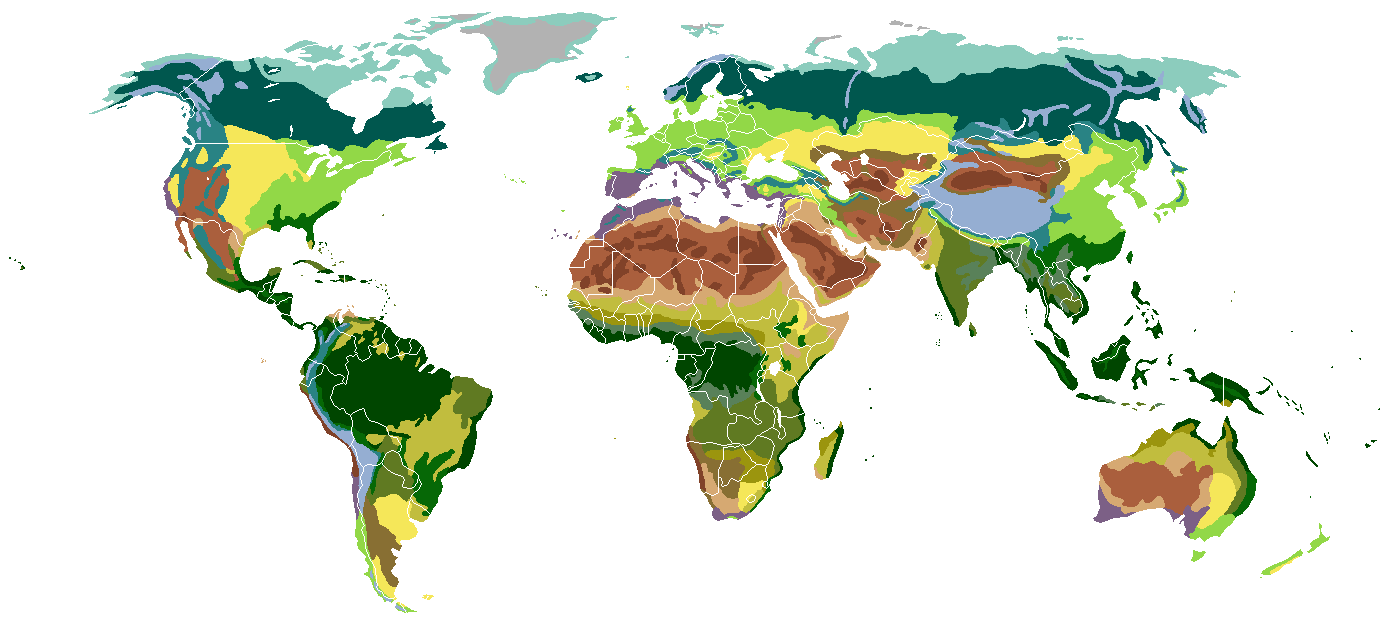
Bản đồ các quần xã sinh vật trên cạn được phân loại theo thảm thực vật

Quần xã sinh vật tương tự về mặt thuật ngữ với khái niệm hệ sinh thái, là các khu vực được xác định về mặt khí hậu và địa lý của các điều kiện khí hậu tương tự về mặt sinh thái trên Trái Đất, chẳng hạn như quần xã thực vật, động vật và sinh vật đất, thường được gọi là hệ sinh thái. Quần xã sinh vật được xác định trên cơ sở các yếu tố như cấu trúc thực vật (chẳng hạn như cây cối, bụi rậm và cỏ), loại lá (như lá rộng và lá kim), khoảng cách giữa các cây (rừng, rừng, xavan) và khí hậu. Không giống như các khu sinh thái, quần xã sinh vật không được xác định bởi các điểm tương đồng về di truyền, phân loại hoặc lịch sử. Quần xã sinh vật thường được xác định với các kiểu diễn thế sinh thái đặc biệt và thảm thực vật đỉnh cao.

## Các chu trình sinh địa hóa

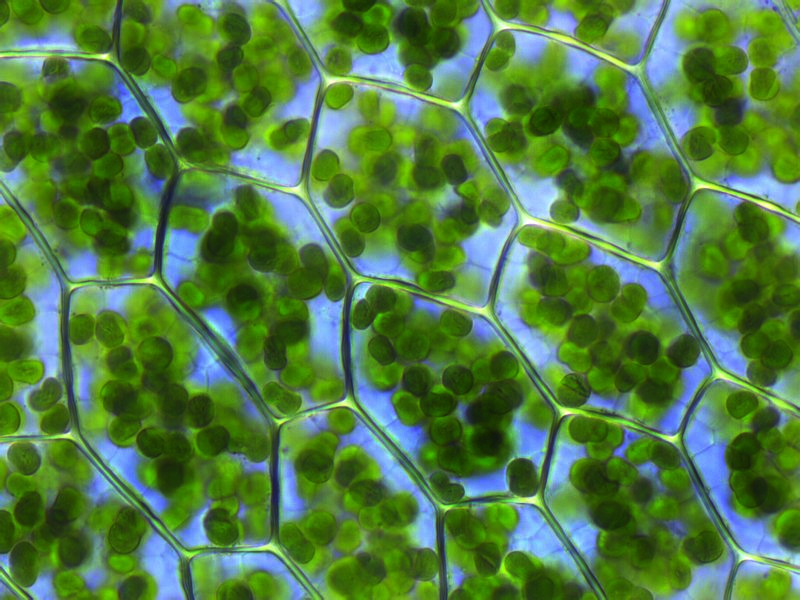
Lục lạp tiến hành quang hợp và được tìm thấy trong tế bào thực vật và các sinh vật nhân thực khác. Đây là những lục lạp có thể nhìn thấy trong các tế bào của Plagiomnium affine - rêu cỏ xạ hương nhiều hoa quả.

Các chu trình sinh địa hóa toàn cầu rất quan trọng đối với sự sống, đặc biệt là các chu trình của nước, oxy, carbon, nitơ và phosphor.
- Chu trình nitơ là sự biến đổi của nitơ và các hợp chất chứa nitơ trong tự nhiên. Nó là một chu trình bao gồm các thành phần khí.
- Vòng tuần hoàn của nước, là sự chuyển động liên tục của nước trên, trên và dưới bề mặt Trái Đất. Nước có thể thay đổi trạng thái giữa chất lỏng, hơi và băng ở những vị trí khác nhau trong chu trình nước. Mặc dù sự cân bằng của nước trên Trái Đất không đổi theo thời gian, các phân tử nước riêng lẻ có thể đến và đi.
- Chu trình carbon là chu trình sinh địa hóa trong đó carbon được trao đổi giữa sinh quyển, pedosphere, địa quyển, thủy quyển và khí quyển của Trái Đất.
- Chu trình oxy là sự di chuyển của oxy bên trong và giữa ba hồ chứa chính của nó: khí quyển, sinh quyển và thạch quyển. Yếu tố thúc đẩy chính của chu trình oxy là quang hợp, nó chịu trách nhiệm về thành phần khí quyển và sự sống của Trái Đất hiện đại.
- Chu trình phosphor là sự di chuyển của phosphor qua thạch quyển, thủy quyển và sinh quyển. Bầu khí quyển không đóng một vai trò đáng kể trong chuyển động của phosphor, bởi vì phosphor và các hợp chất của phosphor thường là chất rắn ở phạm vi nhiệt độ và áp suất điển hình được tìm thấy trên Trái Đất.

## Hoang dã

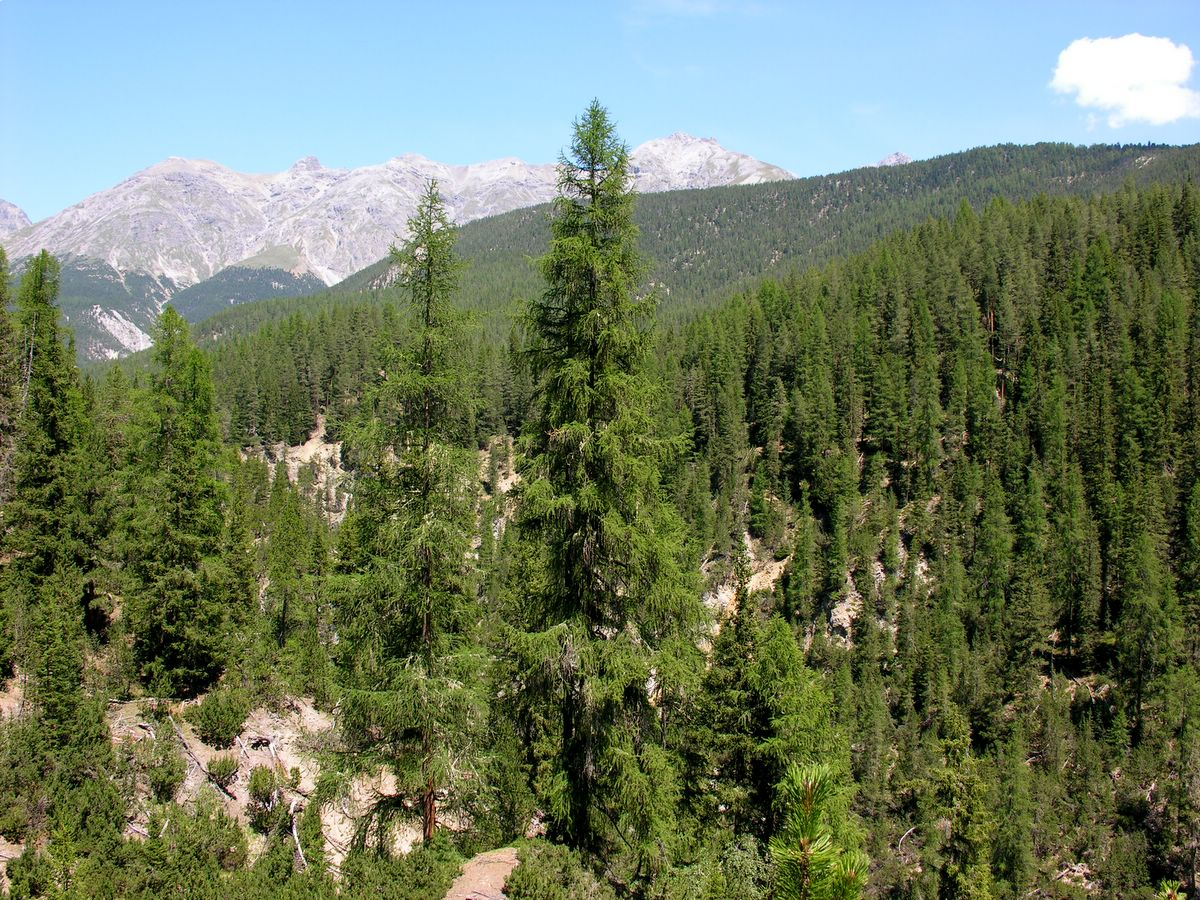
Rừng cây lá kim ở dãy núi Alps của Thụy Sĩ (Vườn quốc gia)

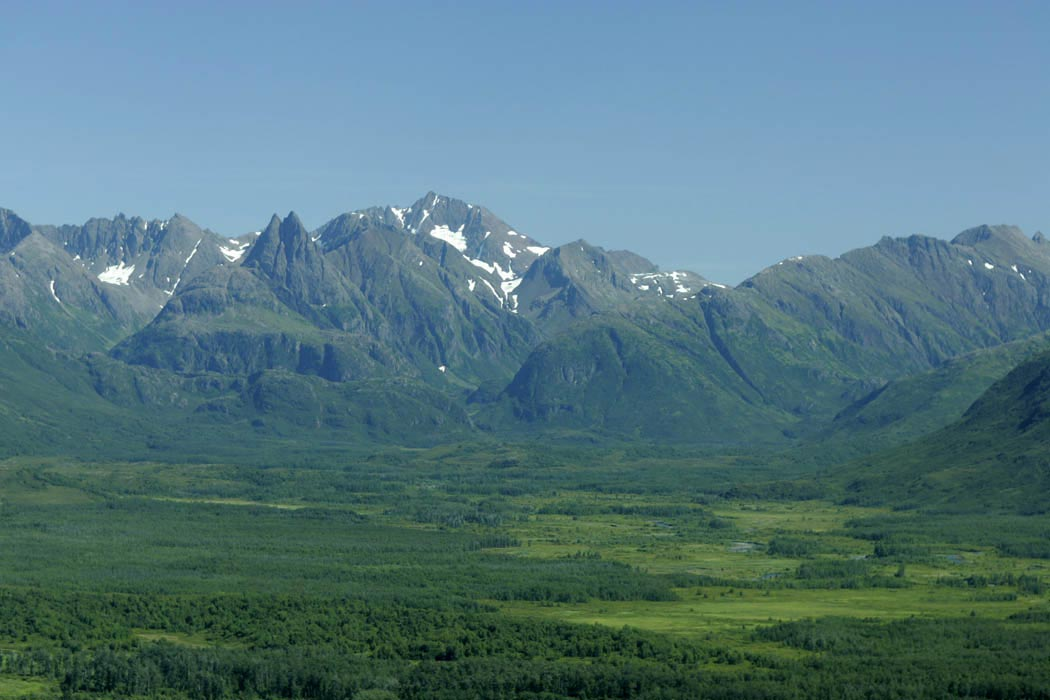
Dãy núi Ahklun và Vùng hoang dã Togiak trong Khu bảo tồn Động vật Hoang dã Quốc gia Togiak ở bang Alaska, Hoa Kỳ

Vùng hoang dã thường được định nghĩa là một môi trường tự nhiên trên Trái Đất chưa bị biến đổi đáng kể bởi hoạt động của con người. Tổ chức WILD đi vào chi tiết hơn, định nghĩa vùng hoang dã là: "Các khu vực tự nhiên hoang dã nguyên vẹn nhất, không bị xáo trộn còn sót lại trên hành tinh của chúng ta - những nơi thực sự hoang dã cuối cùng mà con người không kiểm soát và chưa phát triển bằng đường xá, đường ống hoặc cơ sở hạ tầng công nghiệp khác."  Các khu vực hoang dã và công viên được bảo vệ được coi là quan trọng đối với sự tồn tại của một số loài, nghiên cứu sinh thái, bảo tồn, cô độc và giải trí. Sự hoang dã có giá trị sâu sắc vì các lý do văn hóa, tinh thần, đạo đức và thẩm mỹ. Một số tác giả về thiên nhiên tin rằng các khu vực hoang dã rất quan trọng đối với tinh thần và sự sáng tạo của con người.
Từ, "hoang dã", bắt nguồn từ khái niệm hoang dã; nói cách khác mà con người không thể kiểm soát được. Từ nguyên của từ này là từ tiếng Anh cổ wildeornes, lần lượt bắt nguồn từ wildeor có nghĩa là con thú hoang dã (wild + deor = thú, hươu). Theo quan điểm này, chính sự hoang sơ của một nơi đã khiến nó trở thành một vùng đất hoang vu. Sự hiện diện hoặc hoạt động đơn thuần của con người không làm cho một khu vực trở thành "vùng hoang dã". Nhiều hệ sinh thái đang, hoặc đã từng là nơi sinh sống hoặc bị ảnh hưởng bởi các hoạt động của con người vẫn có thể được coi là "hoang dã". Cách nhìn về vùng hoang dã này bao gồm các khu vực trong đó các quá trình tự nhiên hoạt động mà không có sự can thiệp của con người.
Động vật hoang dã bao gồm tất cả các loài thực vật, động vật và các sinh vật khác chưa được thuần hóa. Việc thuần hóa các loài động thực vật hoang dã vì lợi ích của con người đã diễn ra nhiều lần trên khắp hành tinh, và có tác động lớn đến môi trường, cả tích cực và tiêu cực. Động vật hoang dã có thể được tìm thấy trong tất cả các hệ sinh thái. Các sa mạc, rừng mưa, đồng bằng và các khu vực khác — kể cả các khu đô thị phát triển nhất — tất cả đều có các dạng động vật hoang dã riêng biệt. Trong khi thuật ngữ trong văn hóa đại chúng thường dùng để chỉ những loài động vật không bị tác động bởi các yếu tố văn minh của con người, thì hầu hết các nhà khoa học đều đồng ý rằng động vật hoang dã trên khắp thế giới (hiện nay) đang bị tác động bởi các hoạt động của con người.

## Thách thức

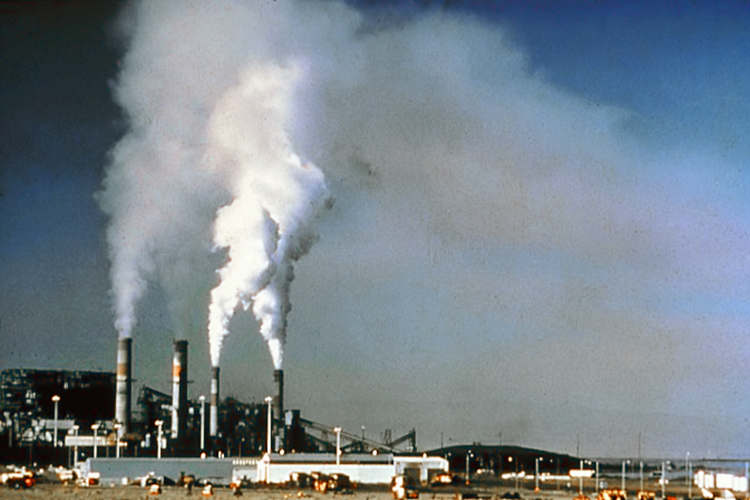
Trước khi quá trình khử lưu huỳnh bằng khí thải được lắp đặt, khí thải gây ô nhiễm không khí từ nhà máy điện ở New Mexico này có chứa một lượng quá lớn sulfur dioxide.

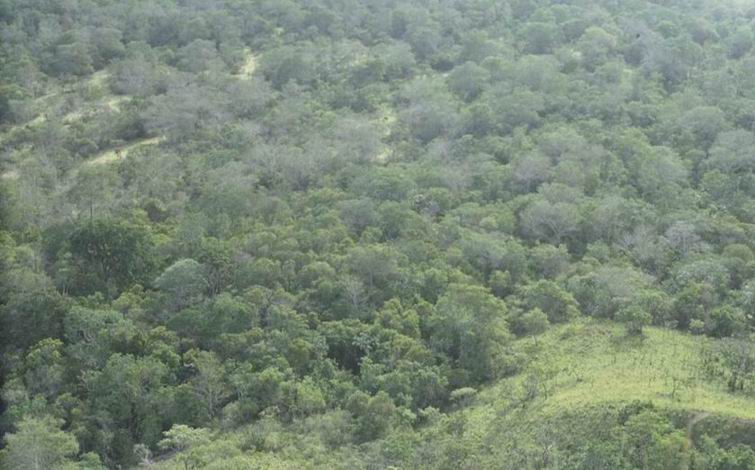
Rừng nhiệt đới Amazon ở Brazil. Các khu rừng mưa nhiệt đới ở Nam Mỹ chứa nhiều loài sinh vật đa dạng nhất trên Trái Đất, bao gồm một số loài đã tiến hóa trong vòng vài trăm nghìn năm qua.

Chính sự hiểu biết chung về môi trường tự nhiên là nền tảng của chủ nghĩa môi trường - một phong trào chính trị, xã hội và triết học rộng rãi ủng hộ các hành động và chính sách khác nhau nhằm bảo vệ những gì thiên nhiên còn lại trong môi trường tự nhiên, hoặc khôi phục hoặc mở rộng vai trò của tự nhiên trong việc này Môi trường. Trong khi thiên nhiên hoang dã thực sự ngày càng hiếm, thiên nhiên hoang dã (ví dụ như rừng không có người quản lý, đồng cỏ hoang, động vật hoang dã, hoa dại) có thể được tìm thấy ở nhiều địa điểm trước đây con người sinh sống.
Các mục tiêu vì lợi ích của con người và các hệ thống tự nhiên, thường được các nhà khoa học môi trường và các nhà môi trường thể hiện bao gồm:
- Loại bỏ ô nhiễm và chất độc hại trong không khí, nước, đất, tòa nhà, hàng hóa sản xuất và thực phẩm.
- Bảo tồn đa dạng sinh học và bảo vệ các loài có nguy cơ tuyệt chủng.
- Bảo tồn và sử dụng bền vững các nguồn tài nguyên như nước,[37] đất, không khí, năng lượng, nguyên liệu thô và tài nguyên thiên nhiên.
- Chấm dứt sự nóng lên toàn cầu do con người gây ra, điều này gây ra ô nhiễm, mối đe dọa đối với đa dạng sinh học và mối đe dọa đối với dân số loài người.
- Chuyển từ nhiên liệu hóa thạch sang năng lượng tái tạo trong điện, sưởi ấm và làm mát, và giao thông vận tải nhằm giải quyết ô nhiễm, sự nóng lên toàn cầu và tính bền vững. Điều này có thể bao gồm giao thông công cộng và phát điện phân tán, có lợi cho việc tắc nghẽn giao thông và độ tin cậy của điện.
- Chuyển từ chế độ ăn thâm canh thịt sang chế độ ăn chủ yếu dựa vào thực vật để giúp giảm thiểu mất đa dạng sinh học và biến đổi khí hậu.[38]
- Thành lập các khu bảo tồn thiên nhiên với mục đích giải trí và bảo tồn hệ sinh thái.
- Quản lý chất thải bền vững và ít gây ô nhiễm bao gồm giảm thiểu chất thải (hoặc thậm chí không có chất thải), tái sử dụng, tái chế, làm phân trộn, chuyển chất thải thành năng lượng và phân hủy kỵ khí bùn thải.
- Giảm tiêu thụ thô và hạn chế đánh bắt và khai thác gỗ bất hợp pháp.[39]
- Làm chậm và ổn định gia tăng dân số.[40]

## Sự chỉ trích
Trong một số nền văn hóa, thuật ngữ môi trường là vô nghĩa bởi vì không có sự tách biệt giữa con người và những gì họ coi là thế giới tự nhiên, hoặc môi trường xung quanh họ. Cụ thể là ở Hoa Kỳ và các nước Ả Rập, nhiều nền văn hóa bản địa không công nhận "môi trường", hoặc xem mình là những người bảo vệ môi trường.

## Liên kết mở rộng
·        Bài viết liên quan về Môi trường tại Wikimedia Commons.
·        UNEP- Chương trình Môi trường Liên Hợp Quốc.
·        BBC- Khoa học và Tự nhiên.
·        Science.gov- Môi trường & Chất lượng Môi trường.